# Bosque de Chilapata
Bosque de Chilapata es una densa área boscosa cerca del Santuario de vida salvaje de Jaldapara en Dooars, en el distrito de Jalpaiguri, en el estado de Bengala occidental al este del país asiático de la India. Está a unos 20 km de Alipurduar, y a sólo unos minutos de distancia de la ciudad de Hasimara. Hasta hace poco, la zona era conocida por el bandidaje, pero ahora es seguro para los turistas.
La Corporación de Desarrollo Forestal de la Bengala Occidental dirige un complejo ecoturístico en Kodalbasti, que ofrece alojamiento básico.
Uno de los principales atractivos son las ruinas de "Nalraja Garh", o la fortaleza de los reyes Nal, construida en el periodo Gupta en el  del siglo V DC, la Edad de Oro de la India. Aunque en mal estado, el sitio tiene considerable interés arqueológico.